# Armada clio
Armada clio är en fjärilsart som beskrevs av Otto Staudinger 1884. Armada clio ingår i släktet Armada och familjen nattflyn. Inga underarter finns listade i Catalogue of Life.